# 彦坂竹男
彦坂 竹男（ひこさか たけお、1905年（明治38年）7月21日 - 1985年（昭和60年）4月7日）は、日本の昭和の出版人。判例時報社、一粒社を創設した。

## 略歴・人物
静岡県出身。静岡県立静岡中学校を経て、1929年（昭和4年）、東京帝国大学法学部卒業。1941年秋、開戦直前に日本評論社から同盟通信社に移籍。1944年11月27日、検挙される（横浜事件）。時事通信社を経て、1951年（昭和26年）、法律関係の専門出版社一粒社を、1953年（昭和28年）、判例速報誌判例時報社を創設した。